# Dvärgandmat
Dvärgandmat (Wolffia arrhiza) är en kallaväxtart som först beskrevs av Carl von Linné, och fick sitt nu gällande namn av Horkel och Christian Friedrich Heinrich Wimmer. Wolffia arrhiza ingår i släktet Wolffia och familjen kallaväxter. Inga underarter finns listade.
Det är en av världens allra minsta blomväxter med 0,5-1,5 millimeter långa bladskivor. Själva blomman sitter nedsänkt i bladskivan och förökningen sker vanligtvis vegetativt. Växten saknar helt rötter och återfinns främst på stillastående vattenytor.
Arten är känd från Polen, Tyskland, Nederländerna och England. Första publicerade fyndet i Sverige var från vallgraven till Stjärneholms slottsruin i Skåne, där den påträffades i rikliga mängder. Spridningen till Sverige bedöms ha skett på naturlig väg.
Nattfjärilen andmatmott använder andmatar som värdväxter för sina larver och den har påträffats i Sverige sedan växten etablerat sig i landet.. 

## Bildgalleri

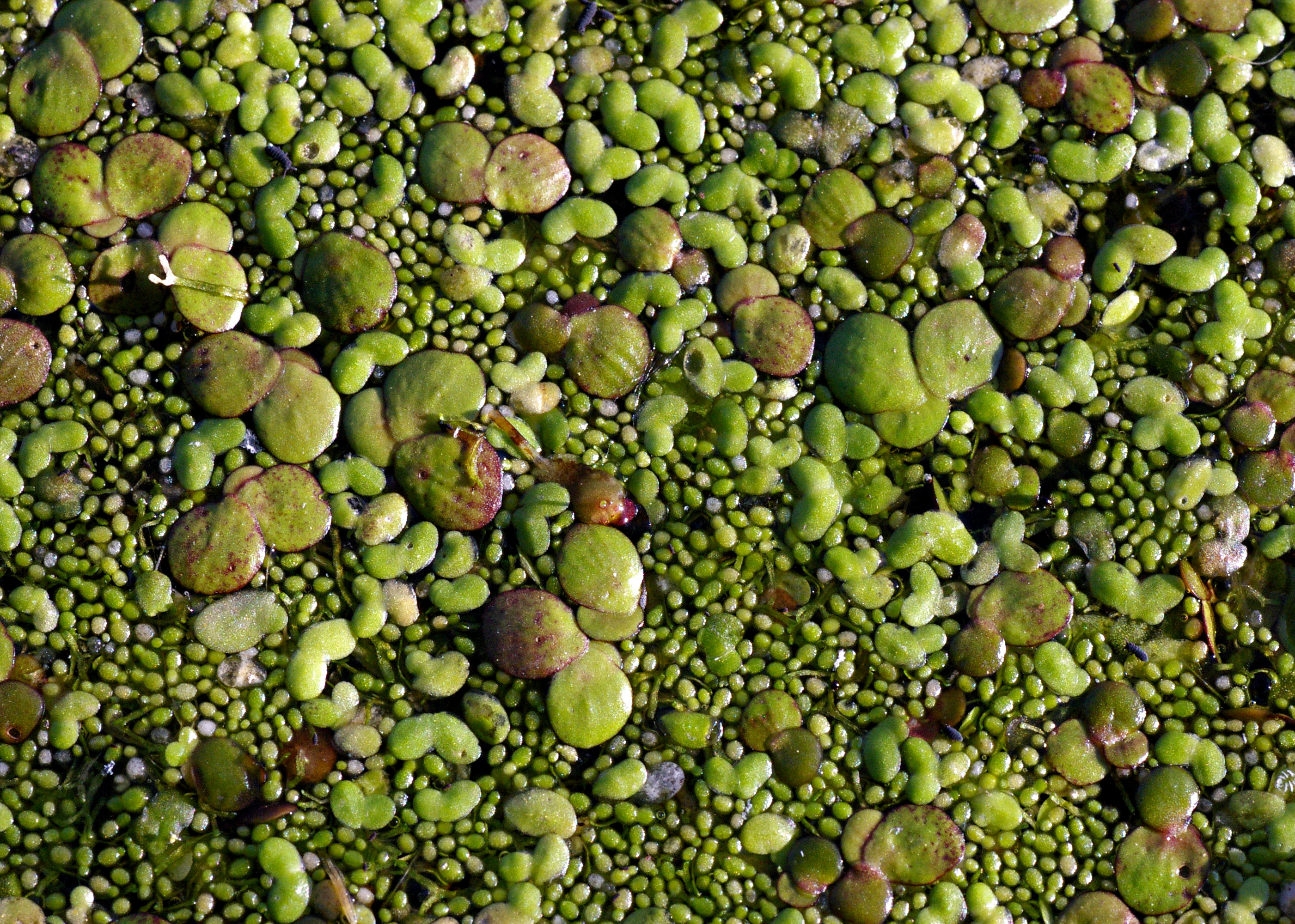
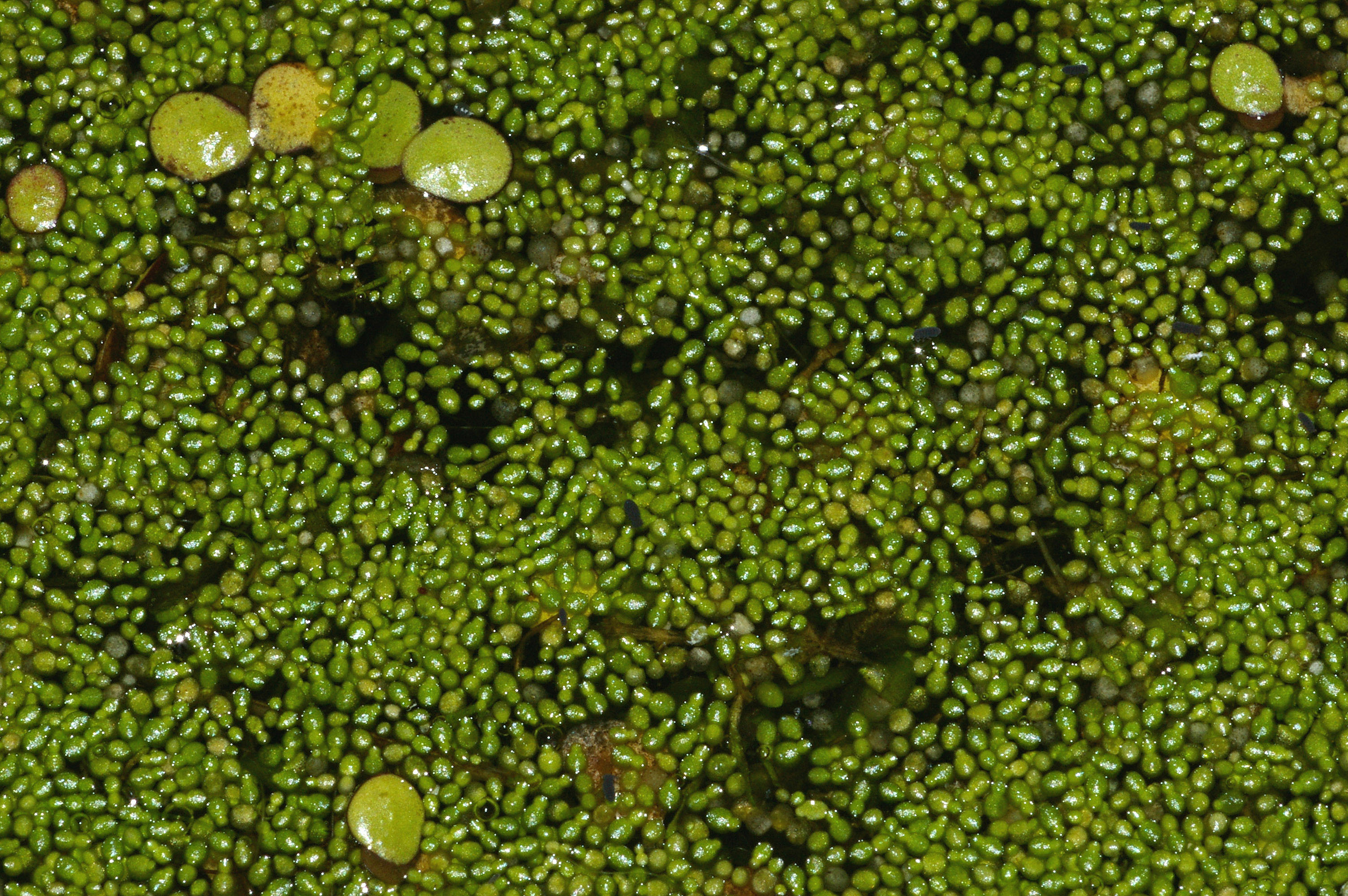
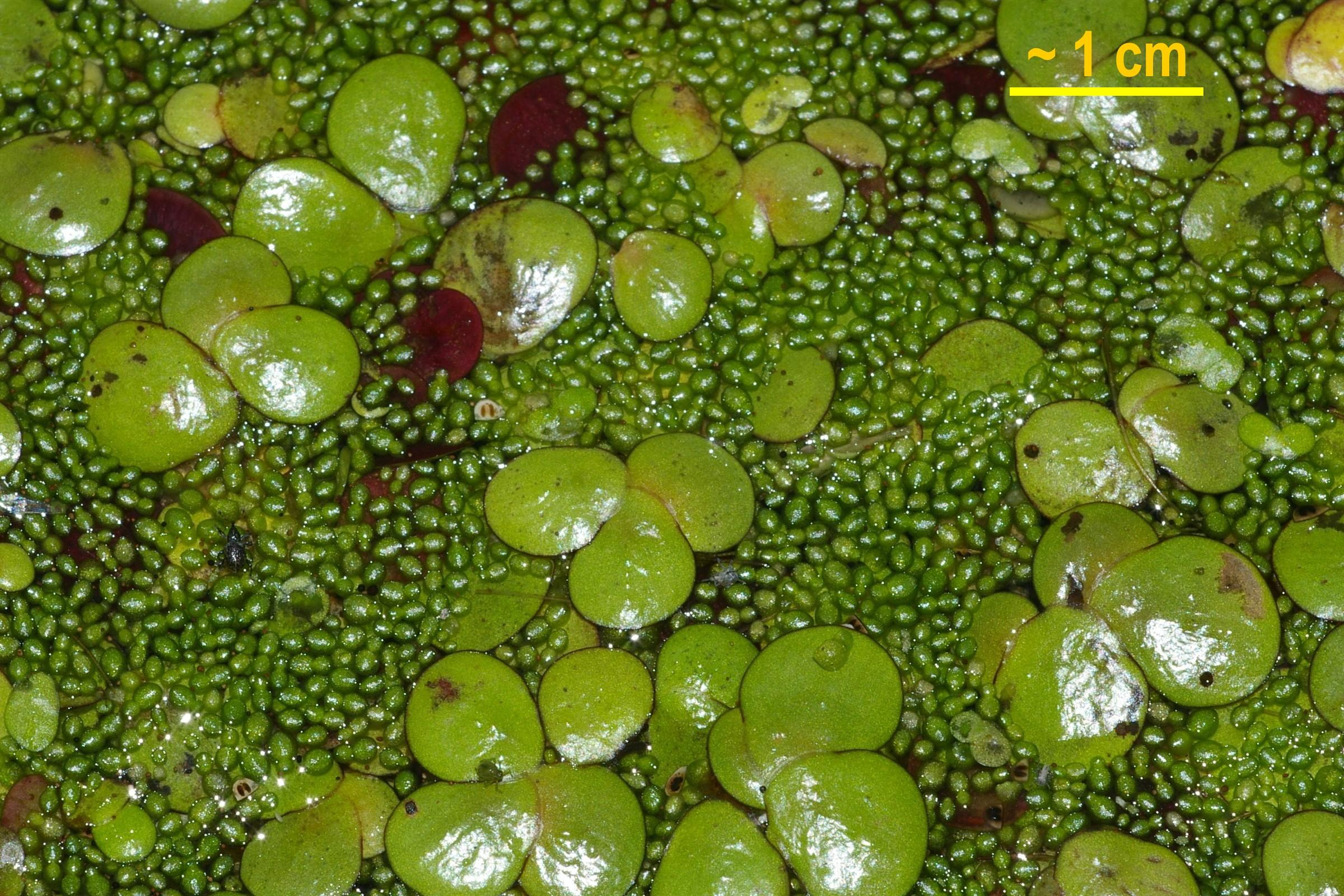
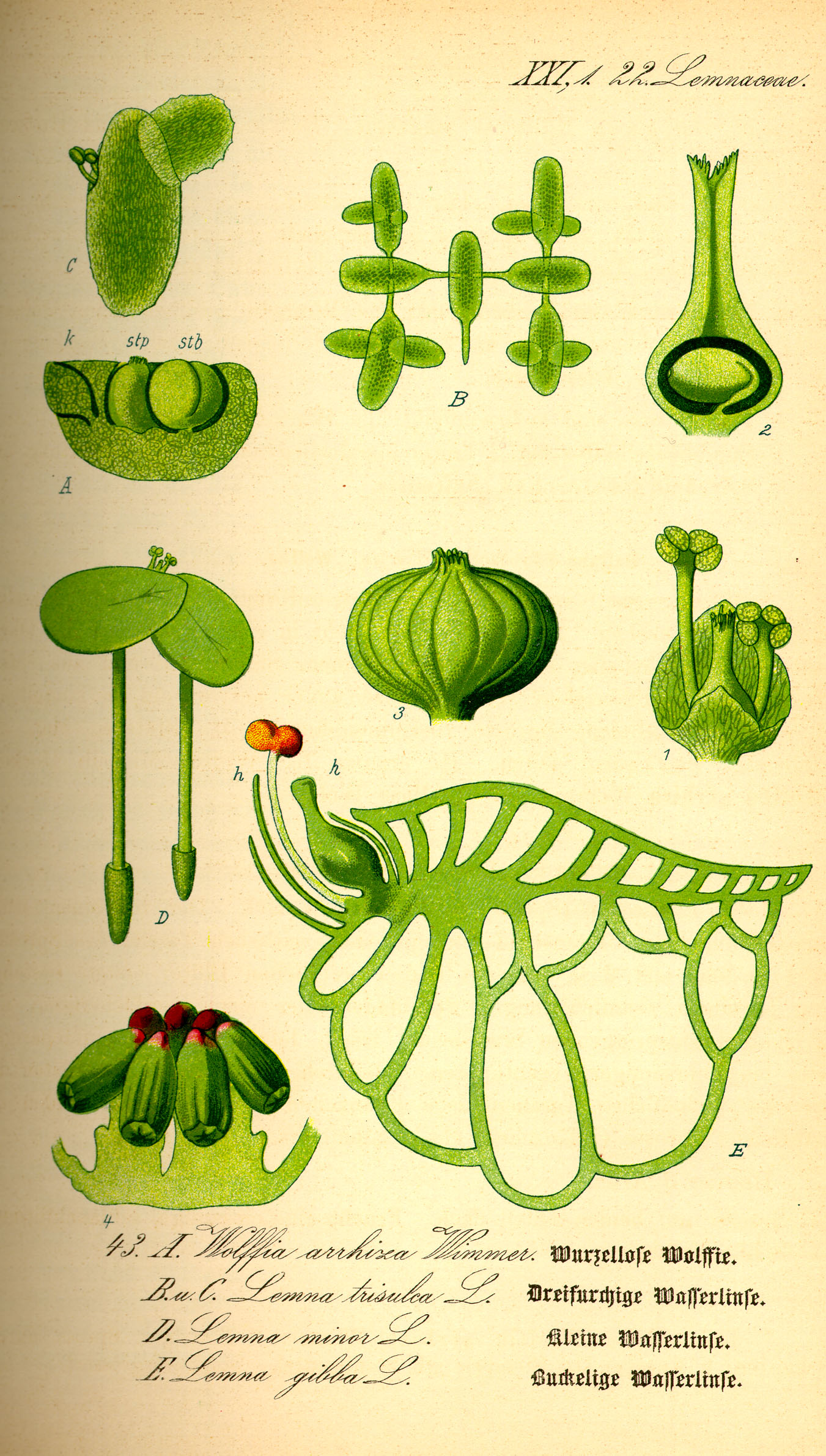
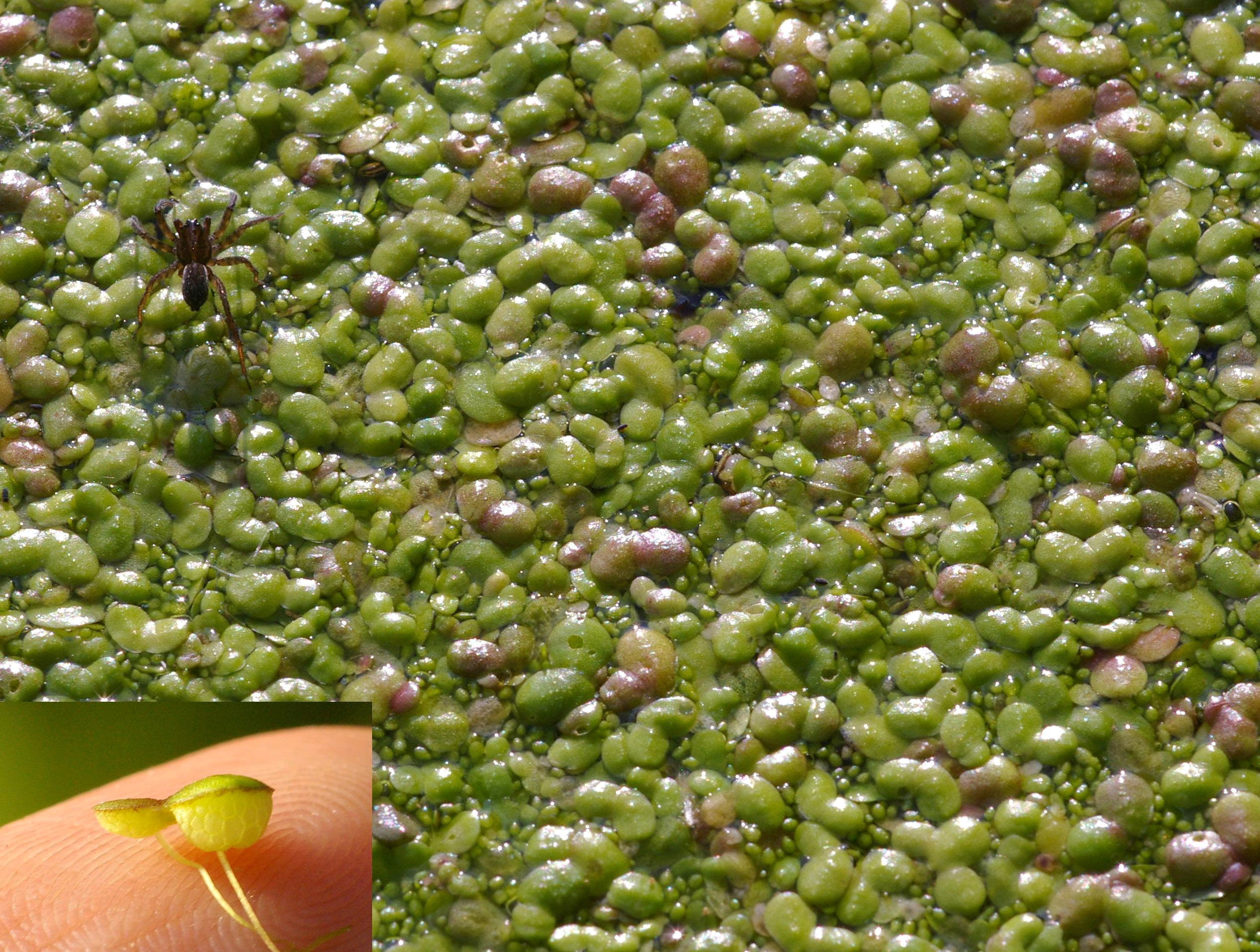
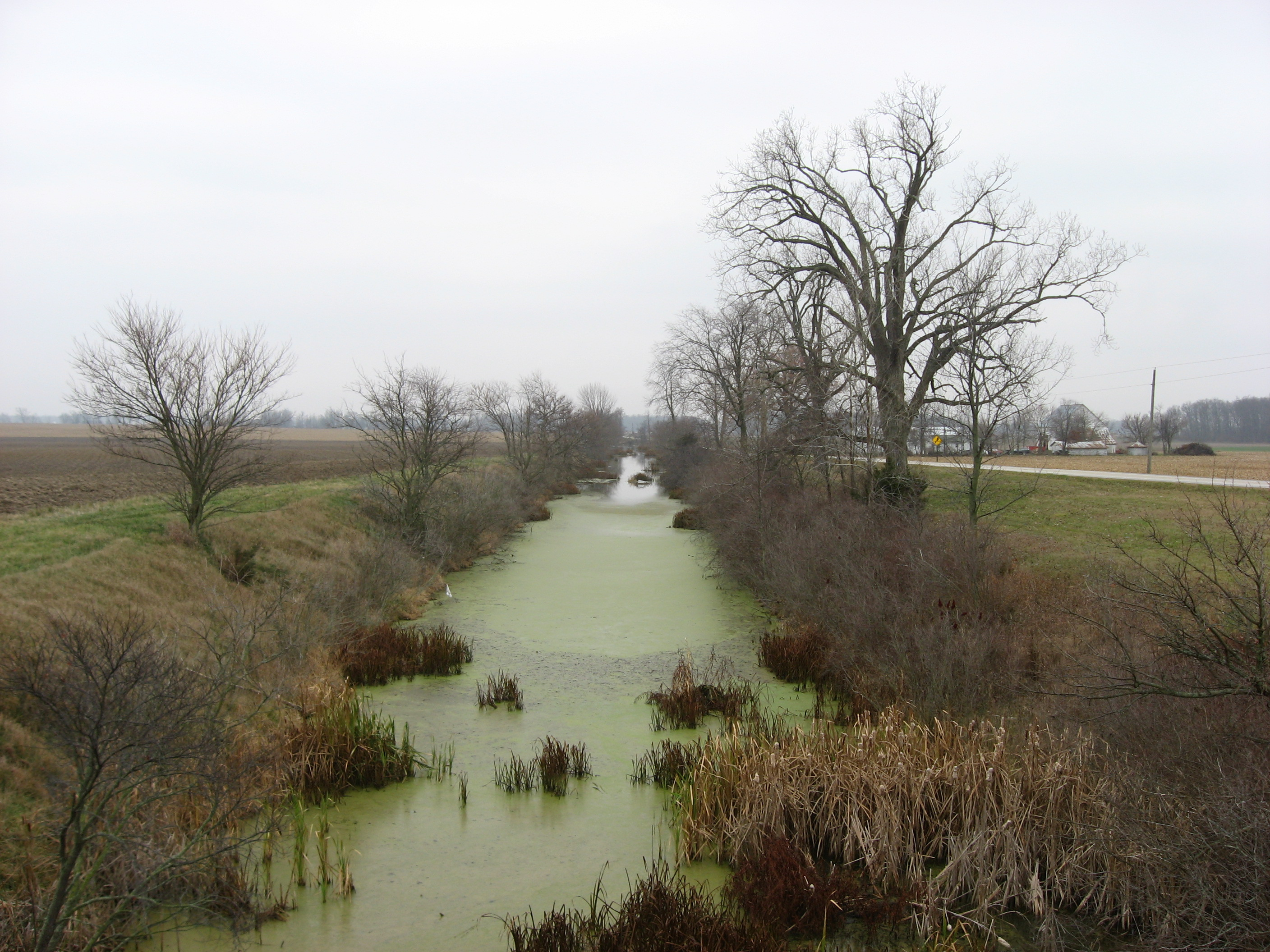